# Acrobolbaceae
Famille
Les Acrobolbaceae sont une famille d'hépatiques de la classe des Jungermanniopsida.

## Liste des genres
Selon Catalogue of Life (04 avril 2020) :
- genre Acrobolbus
- genre Austrolophozia
- genre Conoscyphus
- genre Enigmella
- genre Goebelobryum
- genre Lethocolea
- genre Saccogynidium

Selon Tropicos (4 avril 2020) :
- genre Acrobolbus Nees
- genre Austrolophozia R.M. Schust.
- genre Conoscyphus Mitt.
- genre Enigmella G.A.M. Scott & K.G. Beckm.
- genre Goebelobryum Grolle
- genre Gymnanthe Taylor ex Lehm.
- genre Hypogastranthus Schiffn.
- genre Lethocolea Mitt.
- genre Marsupellopsis (Schiffn.) Berggr.
- genre Marsupidium Mitt.
- genre Neoprasanthus S. Winkl.
- genre Podanthe Taylor
- genre Saccogynidium Grolle
- genre Symphyomitra Spruce
- genre Tylimanthus Mitt.

## Publication originale
- (en) Eliza Amy Hodgson, « Hepatics from the subantarctic islands of New Zealand including "Cape Expedition" collections from the Auckland and Campbell Islands », Records of the Dominion Museum, Wellington, vol. 4, no 11,‎ 1962, p. 101–132.